# ID.Entity
ID.Entity is een studioalbum van de Poolse band Riverside.

## Inleiding
Riverside brengt onregelmatig albums uit, mede doordat de kartrekker van de band Mariusz Duda er ook een solocarrière en Lunatic Soul op na houdt. Voor dit album moesten fans vijf jaar wachten. Het teksten op het album draaien om identiteit in welke vorm dan ook. Het album laat een overgang naar toegankelijker muziek horen ingezet op Riverside. Maar de keus voor het thema gaf de kans ook de donkere en stevige kant van Riversidemuziek te blijven gebruiken. Die overgang naar wat lichter klinkende muziek verdeelde de Riversidefans in twee groepen; één die het liefst alles bij het oude metalachtige wilde houden, de ander vond de overgang een vooruitgang, aldus meningen op progarchives waar driehonderd fans het album waardeerden met gemiddeld een 3,98 uit 5.
Nadat de band in een oefen- en repetitieruimte al bij elkaar was gekomen om zich in de nieuwe muziek te verdiepen, trok Riverside hun gebruikelijke geluidsstudio’s in te Warschau (Serakos) en Otwock (Boogie Town) in. Opnamen vonden plaats in augustus (Warschau) en juni 2022 (Otwock) Zoals gebruikelijk hadden Magda en Robert Srzedniccy de technische touwtjes in handen met de opname en mix in Warschau. 

## Musici
- Mariusz Duda – zang, basgitaar, elektrische en akoestische gitaar
- Piotr Kozieradzki – drumstel
- Michał Łapaj – toetsinstrumenten, waaronder Fender Rhodes en hammondorgel
- Maciej Meller – elektrische gitaar

## Muziek
Duda bijna alle teksten en muziek, alleen de muziek van "Friend of foe?", "Big tech brother" en "Together again" kwam van Duda en Lapaj.

| Nr. | Titel                    | Duur  |
| --- | ------------------------ | ----- |
| 1.  | Friend of foe?           | 7:29  |
| 2.  | Landmine blast           | 4:50  |
| 3.  | Big tech brother         | 7:24  |
| 4.  | Post-truth               | 5:37  |
| 5.  | The place where I belong | 13:16 |
| 6.  | I’m done with you        | 5:52  |
| 7.  | Self-aware               | 8:43  |

| Nr. | Titel                   | Duur  |
| --- | ----------------------- | ----- |
| 1.  | Age of anger            | 11:56 |
| 2.  | Together again          | 6:29  |
| 3.  | Friend or foe? (single) | 6:00  |
| 4.  | Self-aware (single)     | 5:30  |

"Big tech brother" wordt voorafgegaan door een waarschuwing. Het gaat over dat mensen hun hele ziel en zaligheid prijsgeven op internet, waarvan de grote techbedrijven profiteren. Onder het mom van "Je hebt/Ik heb niets te verbergen" geven mensen hun identiteit prijs, zodat ze (al dan niet correct) beoordeeld, geprofileerd en in categorieën verdeeld kunnen worden.

## Nasleep
Het album haalde diverse noteringen in de albumlijsten binnen Europa, maar verdween meestal na een of twee weken notering. In thuisland Polen haalde het de tweede plaats; in Nederland plaats 9 (1 week notering). Na het studioalbum werd het weer stil; volgend op dit album kwam er een verzamelalbum (the longs and shorts) en een livealbum van de promotieconcerten voor dit album.